# World Team Trophy 2012
Die World Team Trophy 2012 im Eiskunstlaufen fand vom 19. bis 22. April 2012 in der Nationalen Sporthalle Yoyogi in der japanischen Hauptstadt Tokio statt.
Es war die zweite Austragung der World Team Trophy nach 2009. Sie sollte bereits 2011 in Yokohama stattfinden, musste aber aufgrund des Tōhoku-Erdbebens abgesagt werden.
Qualifiziert waren die sechs besten Nationen der Saison, Japan (7891 Punkte), Kanada (6943), Russland (6807), USA (6399), Italien (5412) und Frankreich (5214).
Japan gewann die World Team Trophy zum ersten Mal und löste damit die USA als Titelverteidiger ab. Die Vereinigten Staaten belegten den zweiten Platz. Die Bronzemedaille ging nach Kanada, das punktgleich mit Frankreich war und nur aufgrund der besseren Höchstplatzierung vorne blieb.
Daisuke Takahashi erreichte mit 94 Punkten einen inoffiziellen Punkteweltrekord im Kurzprogramm.

## Teilnehmer
| Nation             | Herren                            | Damen                              | Paare                            | Eistänzer                          |
| ------------------ | --------------------------------- | ---------------------------------- | -------------------------------- | ---------------------------------- |
| Frankreich         | Florent Amodio Brian Joubert      | Maé-Bérénice Méité Yrétha Silété   | Darja Popowa / Bruno Massot      | Nathalie Péchalat / Fabian Bourzat |
| Italien            | Paolo Bacchini Samuel Contesti    | Carolina Kostner Valentina Marchei | Stefania Berton / Ondřej Hotárek | Anna Cappellini / Luca Lanotte     |
| Japan              | Takahiko Kozuka Daisuke Takahashi | Kanako Murakami Akiko Suzuki       | Narumi Takahashi / Mervin Tran   | Cathy Reed / Chris Reed            |
| Kanada             | Patrick Chan Kevin Reynolds       | Amelie Lacoste Cynthia Phaneuf     | Meagan Duhamel / Eric Radford    | Tessa Virtue / Scott Moir          |
| Russland           | Schan Busch Maxim Kowtun          | Aljona Leonowa Adelina Sotnikowa   | Wera Basarowa / Juri Larionow    | Jelena Iljinych / Nikita Kazalapow |
| Vereinigte Staaten | Jeremy Abbott Adam Rippon         | Ashley Wagner Gracie Gold          | Caydee Denney / John Coughlin    | Meryl Davis / Charlie White        |

## Ergebnisse

### Endergebnis
| Rang | Nation             | Punkte |
| ---- | ------------------ | ------ |
| 1    | Japan              | 55     |
| 2    | Vereinigte Staaten | 53     |
| 3    | Kanada             | 42     |
| 4    | Frankreich         | 42     |
| 5    | Russland           | 39     |
| 6    | Italien            | 39     |

### Herren
| Rang | Nation             | Name              | Punkte | KP | K  | Teampunkte |
| ---- | ------------------ | ----------------- | ------ | -- | -- | ---------- |
| 1    | Japan              | Daisuke Takahashi | 276.72 | 1  | 1  | 12         |
| 2    | Kanada             | Patrick Chan      | 260.46 | 2  | 2  | 11         |
| 3    | Frankreich         | Brian Joubert     | 239.64 | 4  | 4  | 10         |
| 4    | Frankreich         | Florent Amodio    | 238.33 | 5  | 3  | 9          |
| 5    | Vereinigte Staaten | Jeremy Abbott     | 234.37 | 3  | 7  | 8          |
| 6    | Japan              | Takahiko Kozuka   | 225.30 | 8  | 5  | 7          |
| 7    | Vereinigte Staaten | Adam Rippon       | 222.73 | 7  | 6  | 6          |
| 8    | Kanada             | Kevin Reynolds    | 221.31 | 6  | 8  | 5          |
| 9    | Italien            | Samuel Contesti   | 210.00 | 9  | 9  | 4          |
| 10   | Russland           | Schan Busch       | 178.26 | 12 | 10 | 3          |
| 11   | Italien            | Paolo Bacchini    | 173.85 | 10 | 11 | 2          |
| 12   | Russland           | Maxim Kowtun      | 172.46 | 11 | 12 | 1          |

### Damen
| Rang | Nation             | Name               | Punkte | KP | K  | Teampunkte |
| ---- | ------------------ | ------------------ | ------ | -- | -- | ---------- |
| 1    | Japan              | Akiko Suzuki       | 187.79 | 2  | 2  | 12         |
| 2    | Italien            | Carolina Kostner   | 185.72 | 1  | 3  | 11         |
| 3    | Vereinigte Staaten | Ashley Wagner      | 179.81 | 5  | 1  | 10         |
| 4    | Russland           | Adelina Sotnikowa  | 169.69 | 6  | 4  | 9          |
| 5    | Vereinigte Staaten | Gracie Gold        | 169.65 | 4  | 5  | 8          |
| 6    | Japan              | Kanako Murakami    | 159.62 | 3  | 8  | 7          |
| 7    | Russland           | Aljona Leonowa     | 153.71 | 9  | 6  | 6          |
| 8    | Italien            | Valentina Marchei  | 152.59 | 8  | 7  | 5          |
| 9    | Frankreich         | Maé-Bérénice Méité | 144.15 | 11 | 9  | 4          |
| 10   | Kanada             | Amelie Lacoste     | 143.88 | 10 | 10 | 3          |
| 11   | Frankreich         | Yrétha Silété      | 138.63 | 7  | 11 | 2          |
| 12   | Kanada             | Cynthia Phaneuf    | 126.95 | 12 | 12 | 1          |

### Paare
| Rang | Nation             | Name                             | Punkte | KP | K | Teampunkte |
| ---- | ------------------ | -------------------------------- | ------ | -- | - | ---------- |
| 1    | Russland           | Wera Basarowa / Juri Larionow    | 180.70 | 2  | 1 | 12         |
| 2    | Kanada             | Meagan Duhamel / Eric Radford    | 177.62 | 4  | 2 | 11         |
| 3    | Japan              | Narumi Takahashi / Mervin Tran   | 177.56 | 1  | 4 | 10         |
| 4    | Vereinigte Staaten | Caydee Denney / John Coughlin    | 175.98 | 5  | 3 | 9          |
| 5    | Italien            | Stefania Berton / Ondřej Hotárek | 158.74 | 3  | 5 | 8          |
| 6    | Frankreich         | Daria Popova / Bruno Massot      | 119.10 | 6  | 6 | 7          |

### Eistanz
| Rang | Nation             | Name                               | Punkte | KT | K | Teampunkte |
| ---- | ------------------ | ---------------------------------- | ------ | -- | - | ---------- |
| 1    | Vereinigte Staaten | Meryl Davis / Charlie White        | 183.36 | 1  | 1 | 12         |
| 2    | Kanada             | Tessa Virtue / Scott Moir          | 177.76 | 2  | 2 | 11         |
| 3    | Frankreich         | Nathalie Péchalat / Fabian Bourzat | 167.83 | 3  | 3 | 10         |
| 4    | Italien            | Anna Cappellini / Luca Lanotte     | 162.00 | 4  | 4 | 9          |
| 5    | Russland           | Jelena Iljinych / Nikita Kazalapow | 146.84 | 5  | 5 | 8          |
| 6    | Japan              | Cathy Reed / Chris Reed            | 119.55 | 6  | 6 | 7          |

## Preisgeld
| Platzierung | Preisgeld |
| --- | --------- |
| 1. | 200,000 $ |
| 2. | 170,000 $ |
| 3. | 160,000 $ |
| 4. | 150,000 $ |
| 5. | 140,000 $ |
| 6. | 130,000 $ |
| Jeder Einzelläufer bekommt 15 % des Preisgeldes, das seine Nation gewonnen hat. Jedes Paarlaufpaar und jedes Eistanzpaar erhält 20 %, das unter beiden gleichmäßig aufgeteilt wird. |           |